# Теорема Новікова про компактний шар
Теорема Новікова про компактний шар:
Двовимірне шарування на тривимірному многовиді з універсальною накриваючою, що не можливо стягнути, має компактний шар.

## Теорема Новікова про компактний шар на сферіS3{\displaystyle S^{3}}
Теорема: Гладке двовимірне шарування на сфері {\displaystyle S^{3}} має компактний шар, дифеоморфний тору {\displaystyle T^{2}} і обмежує область {\displaystyle D^{2}\times S^{1}} із шаруванням Ріба.
Доведена С. П. Новіковим у 1964 році. До цього Шарль Ересманн висловив гіпотезу, що будь-яке гладке двовимірне шарування на {\displaystyle S^{3}} має компактний шар, що було справедливо для всіх відомих тоді прикладів. Так, шарування Ріба має шар, який є тором {\displaystyle T^{2}}.

## Теорема Новікова про компактний шар на довільномуM3{\displaystyle M^{3}}
У 1965 році була доведена теорема про компактний шар для довільного многовиду {\displaystyle M^{3}}:
Теорема: Нехай на замкнутому многовиді {\displaystyle M^{3}} із заданому на ньому гладкому двовимірному шаруванні {\displaystyle F} виконується одна з умов:
1. фундаментальна група {\displaystyle \pi _{1}(M^{3})} скінчена,
2. друга гомотопічна група {\displaystyle \pi _{2}(M^{3})\neq 0},
3. існує замкнута трансверсаль, гомотопна нулю,
4. існує шар {\displaystyle L\in F} такий, що відображення {\displaystyle \pi _{1}(L)\to \pi _{1}(M^{3})}, індуковане включенням, має нетривіальне ядро.